# Basilique Notre-Dame de Tongres
Ne pas confondre avec la Basilique Notre-Dame de Tongre
Pour les articles homonymes, voir Basilique Notre-Dame.
La basilique Notre-Dame (en néerlandais : Onze-Lieve-Vrouwebasiliek) est un édifice religieux catholique de  style gothique situé à Tongres, en Belgique. Construite au XIIIe siècle, l'église est devenue un centre important de pèlerinage marial et est classée au patrimoine immobilier de la Région flamande. Elle a été la cathédrale du diocèse de Tongres, évêché aujourd'hui disparu.
Depuis 1999, la tour de la basilique est classée comme beffroi au patrimoine mondial de l'UNESCO au même titre que 32 autres beffrois belges,.

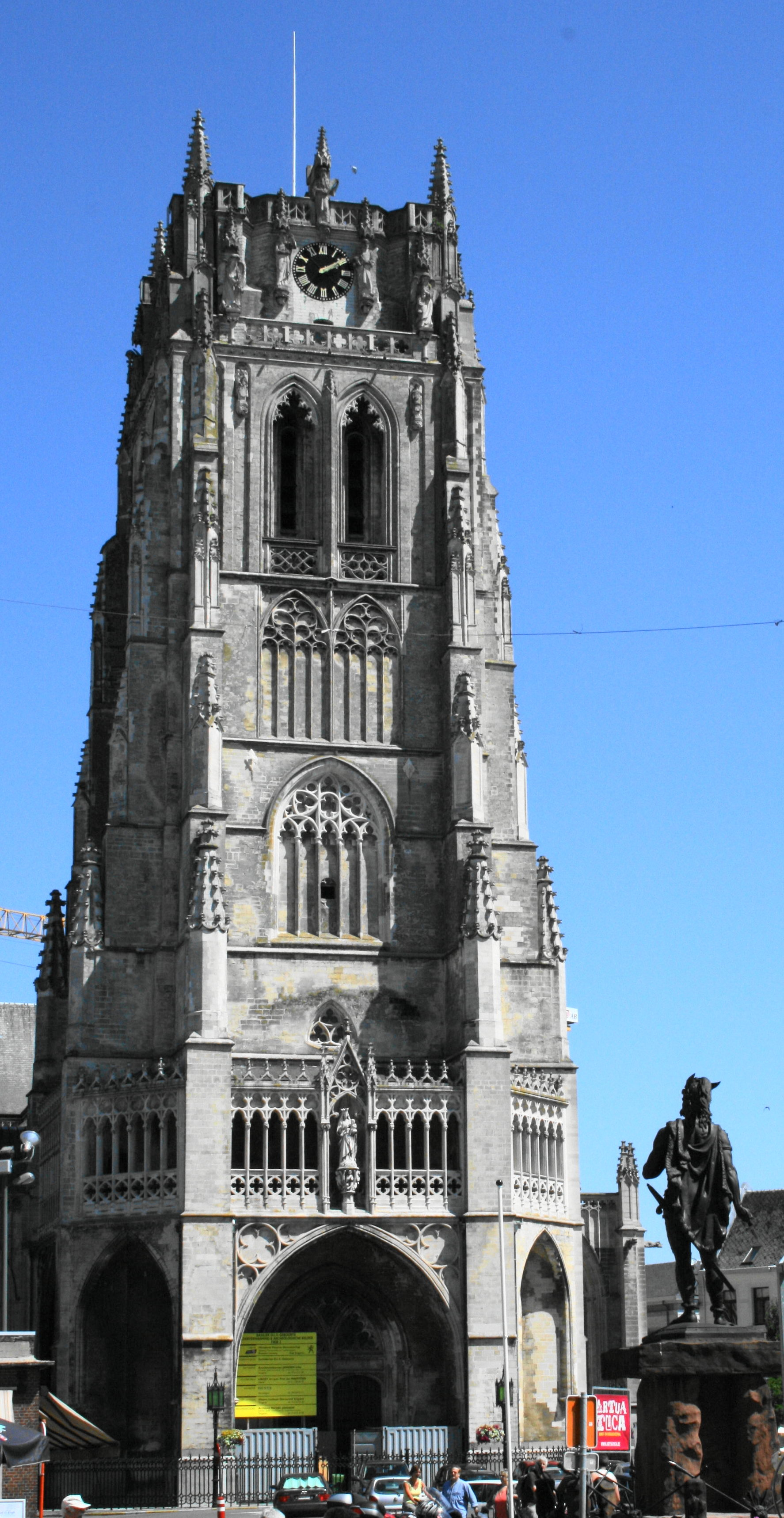
Vue frontale de la basilique (avec la statue d'Ambiorix)

## Historique
L'église est classée monument historique depuis le 21 septembre 1936 et figure à l'Inventaire du patrimoine immobilier de la Région flamande sous la référence 37186.